# Collin Pryor
Collin Anthony Pryor (St. Charles, Illinois, 6 de mayo de 1990) es un jugador profesional de baloncesto islandés de origen estadounidense.  Con 1,96 metros de estatura, juega en la posición de alero y actualmente milita en el ÍR Reykjavík de la Domino's deildin de Islandia. Debutó con la selección islandesa tras obtener la nacionalidad del país nórdico.

## Trayectoria
Pryor jugó en la Universidad de Northern State de Dakota del Sur de 2008 hasta 2013. 
Su primera aventura como profesional fue con el FSu Selfoss de la 1. deild karla en 2013. Lideró el equipo con 28,6 puntos y 14,2 rebotes por partido, pero el equipo no consiguió clasificarse para los playoffs. Volvió a firmar con el club la temporada 2014-2015 y promedió 24 puntos y 13.6 rebotes por partido, logrando llevar al FSu al playoff gracias a su tercer puesto. Tras eliminar al Valur Reykjavík en la primera ronda se enfrentó al Hamar Hveragerði en la final al mejor de tres partidos, donde el ganador conseguiría el ascenso a la Domino's Deildin. Después de perder el primer partido, el FSu terminó fuerte al ganar los siguientes dos y por tanto lograr el ascenso.
La siguiente temporada Pryor prefirió quedarse en la misma categoría firmando por el Fjölnir Reykjavík. Jugó dos temporadas en el club de Grafarvogur, consiguiendo clasificarse para los playoffs durante esas temporadas. 
En 2017 fichó por el Stjarnan Garðabær de la Domino's Deildin. Tras haber jugado cuatro temporadas en Islandia Pryor obtuvo la nacionalidad islandesa, repartiendo sus minutos de juego con los otros americanos del equipo, promediando 13,3 puntos y 6,6 rebotes en 22 minutos por partido durante la temporada regular. En el playoff promedió 15,3 puntos y 6,3 rebotes en 28 minutos por partido.
El 17 de febrero de 2019, Pryor consiguió 9 puntos y 5 rebotes en la victoria del Stjarnan contra Njarðvík por 84-68 en la final de la Copa de Islandia. En julio de 2019 dejó el Stjarnan.
En agosto de 2019 fichó por el finalista de la temporada anterior, el ÍR Reykjavík.

## Selección de Islandia
Collin Pryor recibió la ciudadanía islandesa en julio de 2018. El 23 de agosto de 2018 fue convocado por primera vez para los entrenamientos del equipo nacional de baloncesto islandés, de cara a sus próximos partidos de clasificación para el EuroBasket 2022.
El 1 de septiembre de 2018 fue seleccionado para los partidos contra Noruega y Portugal. Debutó el 2 de septiembre anotando 10 puntos y atrapando 10 rebotes en la victoria contra Noruega por 71-69.

## Clubes
- FSu Selfoss (2013-2015)
- Fjölnir Reykjavík (2015-2017)
- Stjarnan Garðabær (2017-2019)
- ÍR Reykjavík (2019-actualidad)